# Phractolaemus
Phractolaemus is een geslacht van straalvinnige vissen uit de familie van de moddervissen (Phractolaemidae).

## Soort
- Phractolaemus ansorgii Boulenger, 1901